# Emperadriu Vídua Bian
En aquest nom xinès, el cognom és Bian.
Emperadriu Vídua Bian (gener del 160 – 9 de juliol del 230), nom personal desconegut, formalment coneguda com a Emperadriu Wuxuan (武宣皇后, literalment "l'emperadriu marcial i coneixedora") fou una emperadriu vídua de Cao Wei durant el període dels Tres Regnes de la història xinesa. En va ser la segona esposa del senyor de la guerra de la tardana Dinastia Han Cao Cao, i la mare del primer emperador de Cao Wei, Cao Pi.

## Rerefons familiar i casament amb Cao Cao
La Dama Bian va nàixer en el 160 a Baiting (白亭) de la Comandància Qi (齊郡; l'actual Shandong) encara que la seva família hi era registrada en la Comandància Langye (琅琊; en el moderna sud-est de Shandong). Perquè la seva família era pobre, ella en va ser cortesana en un bordell de jove. Quan tingué 19, Cao Cao la va prendre com la seva concubina. En el 189, qua Cao Cao fugí de Dong Zhuo a Luoyang, Yuan Shu va espargir rumors que Cao Cao havia mort. La Dama Bian es va negar a creure-lo i va persuadir als seguidors de Cao Cao a no desertar. Quan Cao Cao va tornar, es va quedar impressionat amb la seva conducta. Ella li donà a llum quatre fills -- Cao Pi, Cao Zhang, Cao Zhi, i Cao Xiong. Després de la mort del fill major de Cao Cao, Cao Ang, l'esposa de Cao Cao la Dama Ding (que no era la mare biològica de Cao Ang però que el va adoptar com el seu propi fill) hi era constantment planyent, i Cao Cao n'arribà a estar tan molest que es va divorciar d'ella. Ell llavors va fer a la Dama Bian la seva esposa principal. En el 219 (després que Cao Cao n'havia creat el Rei de Wei en 216), l'Emperador Xian de Han la va nomenar Reina de Wei. Ella era coneguda per la seva saviesa i humilitat. Va ser elogiada especialment per negar-se a celebrar-ho esplèndidament (com els seus assistents havien suggerit) quan el seu fill Cao Pi va ser fet l'hereu en el 217.

## Com emperadriu vídua
Després que Cao Cao va morir el 220, Cao Pi va heretar el seu títol com el Rei de Wei, i més tard eixe any va forçar l'Emperador Xian a abdicar en el seu favor i aixií es va acabar la Dinastia Han i començar la Cao Wei. La Rei Vídua Bian es va convertir en emperadriu vídua. No es va implicar molt en l'administració del seu fill o en les seves campanyes contra l'estat rival de Wu Oriental. En particular va refusar de concedir a la seva família d'excessiva riquesa o títols i va establir un exemple per a la resta de la història de Cao Wei. El 226 va ocórrer un incident en el qual es va entremetre's; Cao Pi va voler passar per les armes al cosí de Cao Cao, Cao Hong, a causa de les picabaralles i greuges creuats que havien tingut els dos amb anterioritat. En recordar les contribucions que Cao Hong havia fet —incloent-hi una ocasió en què ell personalment li havia salvat la vida a Cao Cao— va reprendre prou Cao Pi com perquè aquest li perdonés la vida a Cao Hong, encara que Cao Hong va ser despullat de tots els seus títols i càrrecs.

## Com gran emperadriu vídua
Després que Cao Pi va morir el 226, son fill Cao Rui es va convertir en emperador, i ell va honrar la seva àvia com a gran emperadriu vídua. El 227, va ser insultada indirectament per la seva neta sobrevinguda, la Princesa Yu—la Princesa Yu havia sigut l'esposa de Cao Rui quan aquest havia estat el Príncep de Pingyuan, però després que ell es va convertir en emperador, ell no la va crear com la seva emperadriu, sinó que va crear a la seva concubina la Dama Mao com emperadriu. Ella estava molesta, i l'emperadriu vídua Bian va tractar de consolar-la, tot i així la resposta de Yu a Bian va ser: «els Cao tenen la tradició d'afavorir a les dones deshonestes», oblidant que l'emperadriu vídua Bian havia estat abans cortesana. L'Emperadriu Vídua Bian es va ofendre molt, però no va castigar-la més enllà d'enviar-la de nou a la casa aloera que havia tingut Cao Rui com a príncep.
L'Emperadriu Vídua Bian va morir el 230, i va ser sebollida amb els honors corresponents a una emperadriu vídua, juntament amb el seu marit Cao Cao.